# Xã East Hanson, Quận Brown, South Dakota
Xã East Hanson (tiếng Anh: East Hanson Township) là một xã thuộc quận Brown, tiểu bang Nam Dakota, Hoa Kỳ. Năm 2010, dân số của xã này là 116 người.